# Episodi di Svaniti nel nulla
La miniserie televisiva Svaniti nel nulla è composta da 5 episodi, distribuiti sulla piattaforma online Netflix a partire dal 13 agosto 2021.
| nº | Titolo originale | Titolo italiano | Pubblicazione  |
| -- | ---------------- | --------------- | -------------- |
| 1  | Guillaume        | Guillaume       | 13 agosto 2021 |
| 2  | Inès             | Inès            | 13 agosto 2021 |
| 3  | Daco             | Daco            | 13 agosto 2021 |
| 4  | Nora             | Nora            | 13 agosto 2021 |
| 5  | Fred             | Fred            | 13 agosto 2021 |

## Guillaume
Guillaume sente dei colpi di arma da fuoco e si precipita fuori dall'appartamento. Vede uno sconosciuto inseguire suo fratello Fred il quale gli dice di scappare. Poco dopo entra in casa della sua ex fidanzata Sonia e la trova morta in piscina. Nel mentre lo sconosciuto raggiunge il fratello e gli spara uccidendolo. Dieci anni dopo Guillaume è al funerale della madre e la sua attuale fidanzata Judith riceve una telefonata. Dopo il funerale è costretta ad andare via riferendo di un imprevisto lavorativo. Judith non farà più rientro a casa e Guillaume insieme all'amico Daco iniziano a cercarla senza successo. Si scopre che nell'ultimo periodo Judith ha mentito sui suoi spostamenti. Guillaume viene informato da alcuni agenti di polizia che due membri di un'organizzazione criminale sono stati trovati morti e sotto le unghie degli stessi erano presenti alcuni capelli di Judith.

## Inès
L'episodio inizia portandoci nel lontano 2010 quando Inès, la sorellina di Sonia, svegliatasi durante la notte vede dalla finestra uno sconosciuto lottare con il fratello di Guillaume. Poco dopo si reca per chiamare Sonia e la trova morta in piscina. Nel presente Guillaume e la sorella scoprono che sua madre ha prelevato nei vari mesi tutti i soldi dal conto corrente per un totale di 96 mila euro. Riescono a capire tramite la sua agenda che si incontrava con un investigatore privato. Localizzato chiedono spiegazioni e lui riferisce che la madre lo ha assunto 8 anni fa al fine di ricercare suo figlio Fred. Il fratello di Guillaume era stato colpito da un proiettile e precipitato giù da una scogliera ma non è mai stato ritrovato il cadavere dello stesso. Guillaume chiede all'investigatore di recuperare il casellario giudiziario di Judith dal quale si evinceranno 3 condanne per prostituzione. Inès informa Guillaume che Judith e Sonia si conoscevano perché sono state coinquiline quando Sonia studiava a Barcellona. Inoltre una loro amica riferisce che entrambe frequentavano gente poco raccomandabile. Inès riesce a rintracciare il telefono di Judith che viene recuperato da Guillaume e Daco. Al rientro a casa Guillaume trova due agenti di polizia che lo informano che Judith è stata trovata morta in un appartamento di Parigi.

## Daco
L'episodio inizia mostrando un passato da teppista di Daco. Guillaume riceve una telefonata dalla madre di Judith e si danno appuntamento per incontrarsi. Si scopre che Judith aveva una figlia e la madre si meraviglia che lui non sapesse dell'esistenza della bambina. Judith è stata massacrata di botte e la madre lo supplica di ritrovare la nipote. Guillaume e Daco si recano da un vecchio amico di quest'ultimo per chiedergli di poter visionare le telecamere di sicurezza da cui probabilmente potrebbe essere stata inquadrata la bambina. L'amico si rifiuta e con uno stratagemma Guillaume e Daco riescono comunque ad accedere agli uffici. Scoprono un filmato dove viene inquadrata la bambina tenuta per mano da un uomo che si rivela essere Fred, il fratello di Guillaume. Successivamente vengono scoperti dalle guardie e ne scaturisce una lotta. Interviene in difesa di Guillaume e Daco un uomo incappucciato. Tale sconosciuto è la persona che aveva presumibilmente ucciso Sonia e Fred. L'uomo raggiunge sotto casa Guillaume e con una mano al collo gli intima di dire a suo fratello Fred che vuole fare con lui due chiacchiere. Il suo nome è Ostertag. Daco racconta il suo passato da teppista (in un ricordo notiamo che aveva addirittura aggredito una donna straniera incinta solo perché nera) a sua moglie e le chiede se vuole effettivamente che lui sia il padre della figlia che aspetta. Al funerale di Judith, Guillaume e Daco scoprono che nella bara è presente un'altra Judith.

## Nora
L'episodio inizia mostrando sei anni prima Judith aggredita da un uomo da cui riesce a sfuggire che la chiama Nora. Guillaume e Daco scoprono che Fred apparteneva a una banda nel traffico di droga insieme a Kesler (migliore amico di Fred) e Ostertag. Fu proprio Fred a portare via Judith (la donna presente nella bara) inviando un sicario per uccidere il suo protettore. Viene mostrato come Judith (fidanzata di Guillaume) incontra l'altra Judith insieme a Fred e alla bambina. L'uomo mostrato a inizio episodio viene ucciso da Fred per salvare Judith (Nora). È stato Fred a dare il passaporto di Judith a Nora dicendole di tornare in Francia. A fine episodio Guillaume riesce a trovare Nora nel corridoio di un hotel. I due si baciano e Nora gli racconta tutto. Guillaume le dice che per scoprire la sua nuova identità ha dovuto impedire ad un ragazzo di entrare in casa famiglia. Si promettono di non lasciarsi mai più e successivamente Nora dice a Guillaume di andare ad aiutare il ragazzo ad entrare in casa famiglia promettendogli che lo avrebbe aspettato in hotel. Alla porta della camera si presenta Ostertag.

## Fred
Guillaume ritorna in hotel ma di Nora non c'è traccia. Si reca al suo appartamento dove ad aspettarlo c'è suo fratello Fred. Un ricordo mostra come si creò l'alleanza tra Fred, Kesler e Ostertag; il rapporto tra Fred, il padre e suo fratello; l'inserimento nella squadra di Sonia per il trasporto della droga. Nel presente Fred e Guillaume trovano Kesler e Ostertag con in ostaggio Nora. Ne scaturisce uno scontro a fuoco dove resta ucciso Kesler e ferito Fred. Ostertag sotto tiro da Guillaume riferisce che quella notte è stato Fred ad uccidere Sonia. Fred aveva fatto un accordo con la polizia tradendo i due amici Kesler e Ostertag. Si era recato successivamente da Sonia affinché lei li facesse parlare così da poter fornire ulteriori prove. Sonia, innamorata di Ostertag, provò a contattarlo e Fred in preda al panico la uccise soffocandola in piscina. All'arrivo di Ostertag, Fred cercò di giustificarsi dicendo che Sonia voleva tradirli alla polizia e ne scaturì una lotta che terminò con la presunta morte di Fred giù da una scogliera. Dopo il racconto di quella notte Fred recupera una pistola da terra e cerca di uccidere Ostertag ma Guillaume gli spara uccidendolo. A fine episodio Guillaume e Nora recuperano la figlia di Fred e Judith con l'intenzione di crescerla insieme.